# Glossari de termes de còmic
Aquesta pàgina conté els termes d'ús comú en els còmics en ordre alfabètic. Aquest recull pretén organitzar la terminologia del còmic, per tenir una visió resumida dels conceptes i per tal que, aquells conceptes que no tinguin article propi, tinguin una pàgina de descripció del terme.
| Índex A B C D E F G H I J K L M N O P Q R S T U V W X Y Z |

## A
- Acolorir: posar color als dibuixos d'un còmic, acció que pot ser feta per un (o un equip) professional independent del dibuixant (vegeu colorista). Si tradicionalment l'acoloriment es feia bàsicament amb guaixos o aquarel·les, actualment també s'utilitza l'ordinador a partir de dibuixos escanejats.
- Àlbum: publicació de còmic en format de llibre, d'una historieta il·lustrada completa, o d'un capítol d'una història llarga. Pot ser en blanc i negre o en color. El nombre de pàgines no està definit però la majoria són d'entre 48 i 64. Les històries contingudes en aquestes publicacions solen ser auto-conclusives o capítols d'històries més llargues.[1]
- Angle: És el punt de vista òptic amb què s'enfoca l'acció representada en una vinyeta.[1]
- Arc: fragments que abracen un punt central la història, semblant a un capítol.[2]
- Argument: resum més o menys detallat de la trama de la història a partir de la qual es desenvolupa el guió.

## B
- Bafarada, globus o fumet: espai que recull el text en una vinyeta de còmic, que usualment es correspon al discurs o el pensament dels personatges. De manera clàssica, la seva forma indica si el personatge està parlant (línia normal), cridant (en forma de puntes), pensant (en forma de núvols), etc. Quan és un robot o una màquina la que parla, la bafarada sol ser més rectilínia i la cua amb forma escalada.[1]
- Bande dessinée, BD o bédé: denominació del còmic en llengua francesa (que literalment vol dir 'tira dibuixada').[3]
- Bishojo: subgènere de manga en què els personatges protagonistes són noies atractives i sensuals, dirigit bàsicament a un públic masculí.[4]
- Bishonen: subgènere de manga en què els personatges protagonistes són nois de característiques andrògines, atractius i sensuals, dirigit bàsicament a un públic femení.[4]

## C
- Cartoné: l'enquadernació de tapa dura o cartoné (del francès cartonée: 'encartonada') és un tipus d'enquadernació en la qual el llibre, cosit o encolat, està folrat amb una coberta rígida de cartró, enganxada al llom.
- Cartutx, cartel·la o caixetí: espai quadrat o rectangular, situat a l'interior o a l'exterior de la vinyeta, però sempre fora de la imatge. En aquest espai hi ha textos o diàlegs que aporten informació no visualitzada.
- Colorista: especialista en l'acoloriment de còmics, ja sigui a mà (a partir d'una prova en blau) o amb l'ajuda de l'ordinador. Existeixen estudis d'acoloriment on hi treballen diverses persones.
- Còmic: denominació d'ús comú en català que defineix el gènere narratiu que utilitza una successió de vinyetes amb il·lustracions i text per tal d'explicar una història. És sinònim d'historieta il·lustrada. El mot també designa una revista de còmics o historietes.
- Comic book: publicació de còmics característica dels Estats Units que, en la seva forma més comuna, és un quadern grapat de periodicitat mensual, d'uns 17 x 26 cm, que oscil·la entre les 20 i les 30 pàgines.
- Còmic digital o e-còmic: còmic realitzat i visible sobre un suport digital.
- Comic-Strip: o Tira de premsa són tires de còmic que es publicaven a la premsa dels Estats Units d'Amèrica, amb aparició diària o dominical.[5]
- Còmic underground: estil de còmics aparegut als Estats Units a finals dels anys 60, pertanyent al moviment contracultural i desenvolupat al marge dels circuits comercials. Sovint sarcàstic, l'estil reprèn les temàtiques del moviment underground de l'època (drogues, amor lliure, denúncia política i social) i fa servir un dibuix pretesament "no-artístic". Hi van pertànyer autors com Robert Crumb o Gilbert Shelton. Aquest corrent va inspirar a Espanya el que es va anomenar la "línia txunga".
- Comix: denominació utilitzada per a caracteritzar les revistes de còmic underground dels Estats Units (i per extensió, a vegades el mateix estil).

## D
- Dibuixant de còmics: artista que efectua els dibuixos d'un còmic a partir del guió realitzat per un guionista de còmics.

## E
- E-còmic (vegeu còmic digital)
- Entintar: acció de repassar amb tinta els dibuixos fets en llapis. Això pot fer-ho l'autor d'aquests darrers o bé un entintador professional.
- Esbós: dibuix ràpid fet amb llapis, primera etapa de la creació d'una pàgina que permet d'organitzar-hi les vinyetes i el seu contingut per a treballar després amb més detall.
- *Escanejar>escaneritzar: utilitzar l'escàner per a digitalitzar els dibuixos i així poder retreballar-los amb l'ordinador.
- Estudi: denominació corrent de l'indret o taller on diverses persones treballen per a realitzar còmics. Han estat famosos, per exemple, els Estudis Hergé, on van arribar a treballar-hi una cinquantena de persones per a crear les aventures de Tintín.

## F
- Fanzine: revista realitzada, editada i distribuïda al marge dels circuits comercials, pròpia del moviment underground.
- Francobelga: denominació del món dels còmics francòfons, primerament destinats a la joventut, que va florir a partir dels anys 50 i va influir de manera determinant en tot el còmic europeu. Es va popularitzar a partir de les revistes Tintin, Spirou i Pilote, i a partir dels anys 70 també amb Metal Hurlant, dirigida als adults.
- Fumetti: nom del còmic en italià, provinent de la denominació en aquesta llengua de les bafarades o globus de diàleg.[3]

## G
- Gènere: permet la classificació de les obres segons el contingut (aventura, ciència-ficció, policíac, fantasia, western, bèl·lic, terror, eròtic, etc) i l'estil (realista, biogràfic, humorístic, manga, etc.)
- Guió: text detallat en què s'explica la història, els diàlegs i totes les indicacions necessàries per a convertir-lo en imatges.
- Guionista de còmics: aquell qui escriu un guió per a còmics, sense encarregar-se per força de fer els dibuixos. Han estat guionistes de còmics importants: Goscinny, Greg, Charlier o Jean Van Hamme, i a Catalunya Joaquim Carbó.

## H
- Hentai: subgènere de manga de contingut eròtic o pornogràfic en què l'estil de dibuix destaca les característiques sexuals dels personatges, dirigit a un públic adult, especialment masculí.[4]
- Historieta [il·lustrada]: gènere artístic, gràfic i narratiu que explica una història per mitjà de personatges, l'acció dels quals apareix dibuixada en una successió de vinyetes.[6] Actualment en català se sol utilitzar el terme 'còmic' amb la mateixa definició.
- Historietista: S'anomena així a l'autor d'historietes il·lustrades o còmics.[7] L'historietista pot ser dibuixant i/o guionista.

## I
- Ideograma: símbol gràfic que representa un concepte de manera sintètica; per exemple, un cor per a l'enamorament, un interrogant per a la incomprensió, un signe d'exclamació per a la sorpresa, estrelles pel dolor, etc.

## J
- Josei: subgènere de manga en què l'argument se centra en experiències femenines de la vida quotidiana i en què els temes amorosos es tracten de manera realista, dirigit a un públic femení adult.[4]

## K
- Kodomo: subgènere de manga en què destaquen els continguts de tipus infantil i familiar, sovint amb un to moralista, dirigit a un públic infantil.[4]

## L
- Línia clara: estil de dibuix caracteritzat per la nitidesa i la precisió, típic del còmic francobelga "clàssic" (anys 50 a 70), que simplifica al màxim l'entitat, prescindint d'ombres, tramatges, etc., i que utilitza colors plans. Es considera que el seu "inventor" fou Hergé.[8] A Espanya, pels anys 80, la revista Cairo va ser un exponent d'aquest estil dins del còmic per a adults.
- Línies cinètiques: línies dibuixades que ajuden a accentuar la sensació de moviment.
- Línia txunga: (del castellà 'linea chunga') estil de còmic underground editat a Espanya (principalment a Barcelona) a partir dels anys 70 per revistes com El Rrollo enmascarado, El Víbora o Makoki i representat per autors com Nazario, Max o Kim.

## M
- Manga: denominació dels còmics al Japó, caracteritzats en general per ser sovint en blanc i negre, amb un sentit de lectura de dreta a esquerra en cada pàgina, amb personatges de gran expressivitat i ulls molt grossos, fons poc detallats, estil cinematogràfic i l'ús abundant d'onomatopeies.[4]
- Mangaka: autor de manga.[4]
- Manhua: denominació dels còmics a la Xina.
- Manhwa: denominació dels còmics a Corea.

## N
- Novè art: denominació amb què també es caracteritza el còmic (el "setè art" seria el cinema i el "vuitè" o bé la ràdio o la televisió o la fotografia).[9]
- Novel·la gràfica: és una expressió emprada per referir-se a un còmic generalment per a adults, que narra una història més detallada i complexa, situant-se entre la novel·la i el còmic tradicional. Aquest terme no és emprat de manera uniforme per les diferents editorials.

## O
- Onomatopeia: coincidència parcial entre el significant i el significat d'un signe lingüístic, és a dir, un so o conjunt de sons que recorden o evoquen el contingut mental associat a aquella paraula. Un exemple és atxim!, l'onomatopeia que correspon a l'esternut. Les onomatopeies referides al mateix fenòmens són diferents segons les llengües. Així, l'anglès fa woof per tal d'imitar el lladruc del gos, però fa bub-bub en la nostra llengua.
- One-shot: anglicisme per a una història que comença i acaba en un sol volum.

## P
- Pla: com en l'audiovisual, l'espai delimitat per la vinyeta en relació als objectes o personatges que s'hi troben rep el nom pla.
- Prova en blau: còpia de l'entintament (on les línies solen ser blaves i no negres) utilitzat per a acolorir la pàgina.
- Penciller: és un dibuixant que treballa en la creació de còmics, novel·les gràfiques i formes d'art visual similars, centrant-se en les il·lustracions inicials a llapis, normalment en col·laboració amb altres artistes, que proporcionen tintes, colors i lletres al llibre, sota el supervisió d'un editor.[10]

## Q
- Quadern: es refereix a publicacions de còmic de diferents mides, que poden ser de diferents gèneres, incloure una historieta sencera o per lliuraments, i impreses en blanc i negre o color.[5] Aquest format de còmic es va copiar del format italià, que es va popularitzar entre els anys quaranta i seixanta del segle xx.[1]
- Quadrinhos: Aquest és el nom del còmic al Brasil.[5]

## R
- Récits complets: quaderns de còmic publicats a França als anys trenta, aquests quaderns quasi sempre eren en format apaïsat, solen incloure aventures senceres, cosa que no impedeix que en alguna ocasió acabi en un "continuarà" i l'aventura s'allargui al llarg de diversos números de la mateixa sèrie.
- Rústica: en rústica, coneguda popularment com a «enquadernació de tapa tova» és un tipus d'enquadernació en la qual el còmic està enquadernat amb cobertes de paper o de cartró, cosit o encolat al llom.[5]
- Retolació: escriptura dels texts d'un còmic efectuats generalment a mà pel mateix dibuixant o per un retolista professional. També es poden escriure mecànicament, aleshores s'anomena mecanografia, mentre que si s'escriu a mà es parla de cal·ligrafia. Si les lletres no estan escrites sino dibuixades parlem de lettering.[11]

## S
- Seinen: subgènere de manga en què l'argument presenta força complexitat, els temes abordats són molt diversos i el contingut eròtic pot ser elevat, dirigit a un públic adult jove, especialment masculí.[4]
- Sèrie: obra que apareix en parts o números successius. Una publicació seriada.[12]
- Shojo: subgènere de manga en què s'aborden temes amorosos amb un estil romàntic, dirigit bàsicament a un públic femení adolescent.[4]
- Shojo-ai: subgènere de manga en què s'aborda l'amor lèsbic amb un estil romàntic, dirigit bàsicament a un públic femení adolescent.[4]
- Shonen: subgènere de manga en què destaquen la importància de l'acció i l'estil humorístic, dirigit bàsicament a un públic masculí adolescent.[4]
- Shonen-ai: subgènere de manga en què s'aborda l'amor gai amb un estil romàntic, dirigit bàsicament a un públic adolescent femení.[4]
- Superheroi: personatge típic dels comic books americans que posseeix poders sobrehumans, que actua en general com a justicier i salvador de la humanitat tot camuflant rere una màscara la seva veritable identitat.

## T
- Taula de llum: taula de vidre amb una llum a dins que permet de calcar.
- Tauleta gràfica: estri informàtic (perifèric) sobre el qual es pot dibuixar de manera virtual, el resultat quedant enregistrat a l'ordinador.
- Tebeo: revista de còmics, generalment dirigida als infants (mot provinent de la publicació TBO).
- Tintinòfil: expert o gran aficionat en tot el que té a veure amb el món d'en Tintín (a Catalunya n'era un representat en Jordi Tardà).
- Tramatge: recurs gràfic, manual o mecànic, que forneix una sensació d'ombra utilitzant un aplec de ratlletes o de punts.

## U
- Underground (vegeu còmic underground).

## V
- Vinyeta: quadre que conté les imatges dibuixades on es desenvolupa la història.[13]

## W
- Webcòmic: s'anomena així el còmic disponible per a la seva lectura a Internet. Molts webcòmics són publicats únicament a la web, mentre que altres es publiquen en paper, mantenint un arxiu a Internet per raons comercials o artístiques.

## Y
- Yaoi: subgènere de manga en què s'aborda l'amor gai, dirigit bàsicament a un públic femení.[4]
- Yuri: subgènere de manga en què s'aborda l'amor lèsbic, dirigit bàsicament a un públic adult.[4]